# فالفيردي دي بورغايلوس
بلدية فالفيردي دي بورغايلوس (بالإسبانية: Valverde de Burguillos)‏, هي إحدى بلديات مقاطعة بطليوس, التي تقع في منطقة إكستريمادورا, والتي تقع في غرب إسبانيا.
يبلغ عدد سكانها 372 نسمة وفقاً لإحصائية سنة (2002).